# Džachongir Ėrgašev
Džachongir Ėrgašev (in russo Джахонгир Эргашев?; Guliston, 6 marzo 1994) è un calciatore tagiko, attaccante del Regar-TadAZ.

## Statistiche

### Cronologia presenze e reti in nazionale
| Cronologia completa delle presenze e delle reti in nazionale ― Tagikistan | Cronologia completa delle presenze e delle reti in nazionale ― Tagikistan | Cronologia completa delle presenze e delle reti in nazionale ― Tagikistan | Cronologia completa delle presenze e delle reti in nazionale ― Tagikistan | Cronologia completa delle presenze e delle reti in nazionale ― Tagikistan | Cronologia completa delle presenze e delle reti in nazionale ― Tagikistan | Cronologia completa delle presenze e delle reti in nazionale ― Tagikistan | Cronologia completa delle presenze e delle reti in nazionale ― Tagikistan |
| Data                                                                      | Città                                                                     | In casa                                                                   | Risultato                                                                 | Ospiti                                                                    | Competizione                                                              | Reti                                                                      | Note                                                                      |
| ------------------------------------------------------------------------- | ------------------------------------------------------------------------- | ------------------------------------------------------------------------- | ------------------------------------------------------------------------- | ------------------------------------------------------------------------- | ------------------------------------------------------------------------- | ------------------------------------------------------------------------- | ------------------------------------------------------------------------- |
| 5-9-2019                                                                  | Dušanbe                                                                   | Tagikistan                                                                | 1 – 0                                                                     | Kirghizistan                                                              | Qual. Mondiali 2022                                                       | -                                                                         | 89’                                                                       |
| 10-9-2019                                                                 | Ulan Bator                                                                | Mongolia                                                                  | 0 – 1                                                                     | Tagikistan                                                                | Qual. Mondiali 2022                                                       | -                                                                         | 53’                                                                       |
| 15-10-2019                                                                | Dušanbe                                                                   | Tagikistan                                                                | 0 – 3                                                                     | Giappone                                                                  | Qual. Mondiali 2022                                                       | -                                                                         |                                                                           |
| 14-11-2019                                                                | Mandalay                                                                  | Birmania                                                                  | 4 – 3                                                                     | Tagikistan                                                                | Qual. Mondiali 2022                                                       | -                                                                         | 38’                                                                       |
| 19-11-2019                                                                | Biškek                                                                    | Kirghizistan                                                              | 1 – 1                                                                     | Tagikistan                                                                | Qual. Mondiali 2022                                                       | 1                                                                         |                                                                           |
| Totale                                                                    |                                                                           | Presenze                                                                  | 5                                                                         |                                                                           | Reti                                                                      | 1                                                                         |                                                                           |